# نهضت وحدت کلیساها

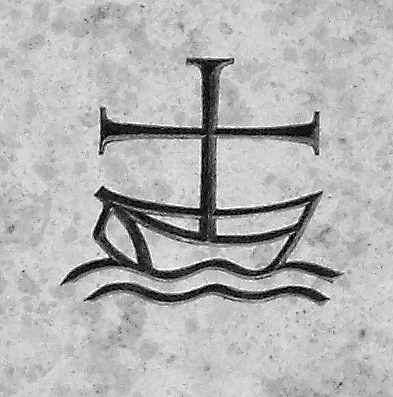
شکل صلیب مسیحی به عنوان دکل قایقی در دریا یکی از نمادهای معمول وحدت مسیحیت است.

نهضت وحدت کلیساها یا اِکومِنیزم (از οἰκουμένη به معنای «کل جهان مسکون») شامل مساعی مسیحیان سنت‌های مختلف برای توسعهٔ روابط نزدیک‌تر و شناخت بهتر یکدیگر است. در گذر تاریخ هفت شورای سراسری مسیحیت (شورای اکومِنیک) زیر نظر امپراتورهای روم تشکیل شد تا الهیات مسیحی را در قالب کلی واحد رده‌بندی کنند. جدایی شرق و غرب به این شوراها پایان داد و با وقوع اصلاحات پروتستانی چنددستگی مسیحیان افزایش یافت. اتحادیه انجیلی، که در سال ۱۸۴۶ در لندن شکل گرفت، ائتلافی بود از افراد علاقه‌مندی که ارتباط رسمی با کلیساهای سازمان یافته نداشتند. جوسا استرانگ (۱۸۴۷–۱۹۱۶) نیز که یکی از دبیران شاخه آمریکایی اتحادیه انجیلی بود که از در سال ۱۸۹۸ شورای فدرال کلیساهای مسیح در آمریکا را تأسیس کرد که تا سال ۱۹۵۰ تعداد ۳۲ میلیون عضو داشت.